# Microphestia animalcula
Microphestia animalcula är en fjärilsart som beskrevs av Dyar 1914. Microphestia animalcula ingår i släktet Microphestia och familjen mott. Inga underarter finns listade i Catalogue of Life.